# Terrore dallo spazio profondo
Terrore dallo spazio profondo (Invasion of the Body Snatchers) è un film del 1978 diretto da Philip Kaufman, remake del classico del 1956 L'invasione degli ultracorpi, tratto dall'omonimo romanzo del 1954 dello scrittore Jack Finney.

## Trama
Nelle immensità dello spazio profondo una forma di vita aliena abbandona il proprio pianeta morente e attraverso il vento solare raggiunge la Terra atterrando a San Francisco. Sulla Terra le spore aliene si sviluppano assumendo la forma di piccoli fiori rosa che, si scoprirà poi, si trasformano in grandi baccelli contenenti la forma di vita aliena. Elizabeth Driscoll, una dipendente presso il dipartimento sanitario di San Francisco, è una delle numerose persone che portano i fiori alieni in casa.
Il mattino seguente Geoffrey Howell, il partner di Elizabeth, inizia inspiegabilmente a comportarsi in modo molto distaccato. L'ispettore sanitario Matthew Bennell le consiglia di farsi visitare dallo psichiatra David Kibner, che sta tenendo una presentazione di un suo nuovo libro. Mentre Elizabeth e Matthew si recano in macchina alla presentazione, un uomo isterico li ferma saltando sul parabrezza, avvisandoli di un imminente pericolo. L'uomo è in fuga da un gruppo di persone urlanti che lo inseguono. Quando Matthew e Elizabeth proseguono per cercare di capire che stia succedendo, scoprono l'uomo ormai steso a terra senza vita, circondato da una folla inespressiva.
Giunta alla libreria, Elizabeth chiede aiuto a Kibner riguardo Geoffrey, ma egli esprime il giudizio che lei stia solo credendo che Geoffrey si comporti diversamente come scusa per interrompere la loro relazione. Nel frattempo Jack Bellicec, un aspirante scrittore e amico di Matthew, lo richiama quando nelle piscine di fango che possiedono lui e sua moglie Nancy viene trovato un misterioso corpo deforme che per certi versi gli somiglia. Matthew si reca da Elizabeth per metterla in guardia, ma quando arriva a casa sua scopre una creatura quasi identica a lei nella camera da letto. Matthew riesce a mettere in salvo Elizabeth, mentre la copia sparisce prima dell'arrivo della polizia. Anche la copia di Jack è scomparsa.
Matthew si rende conto che ciò che sta avvenendo è di origine extraterrestre. Matthew contatta diverse agenzie statali e federali, ma tutti gli dicono di non preoccuparsi. In seguito tutte le persone che si sono rivolte a lui dicendo che i loro cari si comportano in modo strano si tramutano pure loro in copie aliene. Di notte, nel sonno, Matthew e i suoi amici vengono quasi clonati da baccelli alieni mentre dormono. Matthew chiama la polizia e Washington, ma non riceve aiuto e si accorge con orrore che i riceventi gli rispondono chiamandolo per nome. Matthew distrugge con un'ascia il proprio clone umanoide in formazione dal baccello prima di fuggire con gli altri. Gli ultracorpi, esseri alieni che clonano gli umani nel sonno uccidendoli lentamente sino a ridurli un involucro vuoto, si mettono all'inseguimento del gruppo di Matthew. I protagonisti ben presto scoprono che gli ultracorpi emettono un urlo stridulo quando scoprono un umano in mezzo a loro.
Jack e Nancy creano un diversivo per permettere a Matthew ed Elizabeth di scappare, ma è inutile: gli ultracorpi vagano ormai per tutta San Francisco e sono alla loro ricerca. Al dipartimento sanitario Matthew ed Elizabeth vengono contrastati da un gruppo di ultracorpi, tra questi Jack e Kibner, il quale era sempre stato una copia. I due raccontano che la loro specie sta invadendo la Terra per sopravvivere e allo stesso tempo liberare la razza umana dalle emozioni, donandogli così una pace libera da passioni e conflitti. Gli ultracorpi tentano di addormentare la coppia iniettando loro del sedativo ma, avendo già preso una forte dose di metanfetamina, Matthew ed Elizabeth restano svegli e riescono a scappare dopo avere ucciso l'ultracorpo di Jack e rinchiuso quello di Kibner in una cella frigorifera.
Sulla scalinata del palazzo i due incontrano Nancy, la quale dice loro che Jack è stato ucciso dagli ultracorpi mentre lei si è salvata fingendosi inespressiva come loro. I due seguono l'esempio di Nancy ma purtroppo vengono scoperti dagli alieni quando Elizabeth urla spaventata dalla vista di un cane mutante con la testa umana. Riescono tuttavia a sfuggire separandosi da Nancy, scoprendo in seguito un'enorme fabbrica presso il pontile dove gli ultracorpi stanno producendo centinaia di baccelli. Dopo avere dichiarato il suo amore a Elizabeth, Matthew ode Grazia Meravigliosa ed esce per capire da dove provenga la musica, scoprendo una nave cargo con la quale pensa di poter fuggire, ben presto scoprendo però che contiene centinaia di baccelli.
Matthew rientra nel nascondiglio e vede che Elizabeth si è addormentata e, quando prova a svegliarla, scopre che è ormai stata clonata, collassando tra le sue braccia. Improvvisamente compare l'ultracorpo di Elizabeth che lo invita ad accettare il processo di clonazione, assicurandogli che è indolore. Disperato, In fuga e senza più compagni, Matthew compie un gesto di ribellione incendiando la fabbrica di baccelli uccidendo così centinaia di ultracorpi non ancora sviluppati, per poi nascondersi sotto il pontile, dove sente gli ultracorpi che lo stanno cercando, mentre uno dei ricercatori lo scopre puntandogli in faccia il fascio luminoso di una pila. Il mattino seguente Matthew osserva impotente decine di adulti e bambini che trasportano gli ultracorpi in un teatro per essere clonati. Quando si reca in ufficio scorge l'ultracorpo di Elizabeth che ormai non gli presta più attenzione.
Nel finale, mentre Matthew cammina nella piazza deserta davanti al municipio, va incontro a Nancy, riuscita a sfuggire alla clonazione, che lo chiama per nome. Per tutta risposta Matthew le punta l'indice addosso mentre spalanca la bocca emettendo un urlo stridulo: Nancy comprende che anche Matthew è diventato un ultracorpo e grida disperata.

## Apparizioni
In due camei non accreditati, Robert Duvall appare nei primi minuti del film come un prete che gioca su un'altalena e Don Siegel, regista de L'invasione degli ultracorpi del 1956, interpreta il guidatore di un taxi che dà un passaggio a Matthew ed Elizabeth per l'aeroporto, costringendoli poi a scappare quando si rivela essere un ultracorpo che cerca di condurli in una trappola. Kevin McCarthy, protagonista del film originale, ripropone la scena finale dell'originale in cui per strada, fermando le auto in transito, urla: «Aiuto! Arrivano! Arrivano! Arrivano! Ascoltatemi! Arrivano! Arrivano! Aiutatemi! Ascoltatemi! [...] Poi toccherà a voi! Vi prego! Anche voi siete in pericolo! Vi prego, ascoltatemi! È una cosa terribile! Vi prego! Toccherà anche a voi! Sono già qui! Aiuto! Aiuto! Anche a voi! Arrivano! Arrivano!».